# (8103) Fermi
(8103) Fermi est un astéroïde de la ceinture principale.

## Description
(8103) Fermi est un astéroïde de la ceinture principale. Il fut découvert en Italie le 19 janvier 1994 à Farra d'Isonzo. Il présente une orbite caractérisée par un demi-grand axe de 2,97 UA, une excentricité de 0,038 et une inclinaison de 6,86° par rapport à l'écliptique.
Il fut nommé en hommage au physicien italo-américain Enrico Fermi (1901-1954), prix Nobel de physique en 1938.

## Compléments